# Еркан Петекаја
Еркан Петекаја (тур. Erkan Petekkaya; Елазиг, 11. децембар 1970) је турски филмски, позоришни и телевизијски глумац.

## Приватни живот и каријера
Еркан Петекаја рођен је у Елазигу, али је своје детињство провео у Истанбулу. Похађао је Oсновну школу Мехмет Караманџи. Затим се школовао у Средњој школи Фенербахче. Након средње школе уписао је Државни конзерваторијум Универзитета Анадолу, а од 1993. године постао је стални члан у државним позориштима. Телевизијску каријеру је започео 1994. године. 1998. почиње да глуми у серији „Лепи дани”. Године 1999. појавио се испред камере у ТВ серији „Ајнали тахир”.
Петекаја, који је учествовао у пројектима „Ашкина ешкија”, „Цена”, „Јапанска невеста” и „Камено срце”, такође игра улогу Булента у комичној ТВ серији  „Неваљалац” између 2003.-2004. Године 2005. наставио је да се појављује на малим екранима у серији „Пас” где је играо лик Јилмаза и био номинован за „најбољег глумца” на телевизијским наградама Бели бисер. Између 2005. и 2007. године играо је најстаријег сина Омера, холдинг директора богате породице из Адане, у ТВ серији „Бели мак”.
У октобру 2007. године почиње емитовање ТВ серије „Тиха олуја” где он тумачи лик Јигита Санџактара, али серија је, са 19. епизодом прекинута марта 2008. године због лоше гледаности. Убрзо након тога заиграо је у серији „Пролеће” играјући лик Галипа, менаџера холдинга. Серија је завршена 2009. године. Затим је 2010. године играо у серији „Ханимели сокаги”. Једна од његових најуспешнијих серија била је серија „Како време пролази” где је играо главни лик капетана Алија. Серија је емитована од 2010. до 2012. године. Након тога играо је лик господина Ризе у ТВ серији „Дила” која је била приказана између 2012.-2014. године. Године 2013. имао је епизодну улогу у серији „Још увек имам наду”. 2014. године појавио се у још једној успешној серији „Парампарчад” где је тумачио лик Џихана Гурпинара која се приказивала до 2017. године. Убрзо након тога заиграо је у серији „Кајит диши” као лик Али Кемала Атеша, али је серија кратко трајала. Након мање паузе, на мале екране се вратио 2019. године са ликом Кемала Бардара у серији „Нови живот”, која је такође кратко трајала. Затим је играо лик Мурата у серији „Дођи љубави” која је емитована 2020. године, али је убрзо завршена, као и претходне две.
2021. године оживео је лик младића Сади у успешној ТВ серији „Црвена соба”. Пошто је публика веома заволела лик младића Садија, убрзо након тога појавио се у серији „Судбински дом” играјући истог лика. Његов најновији пројекат је ТВ серија „Обећавам ти”, где тумачи лик Омера Дурана са колегиницом Нехир Ердоган. Серија је почела са емитовањем 2. новембра 2021. године. 

## Позоришне представе
- Луди Думрул: лик Гунгор Дилмен - 2001. година
- Битка звиждача и четкица: лик Азиз Несин - 1997. година
- Крваво венчање: Федерико Гарсија Ларка - 1996. година
- Хорор (представа): Орхан Асена - 1994. година
- Мачка луталица Марилу: Јешим Дорман - 1993. година
- Мит о лепоти: Џошкун Ирмак - 1993. година

## Филмографија[3]
| година | назив             | улога          |
| ------ | ----------------- | -------------- |
| 2009   | Крила ноћи        | Џемал          |
| 2015   | Нови свет         | Мехмет Али     |
| 2016   | Колпачино 3. коло | Башкан         |
| 2017   | Ајла              | Искендер мајор |
| 2018   | Лудаци            | Влад Тепеш     |
| 2019   | Трап              | Сулејман       |
| 2021   | 15/07 у зору      |                |

| година    | назив              | улога                  |
| --------- | ------------------ | ---------------------- |
| 1998      | Лепи дани          | Талат                  |
| 2001      | Ајнали тахир       | Кадир                  |
| 2003      | Цена               | Садоџан                |
| 2003      | Камено срце        | Исмаил                 |
| 2003      | Јапанска невеста   | Омер                   |
| 2003      | Неваљалац          | Булент                 |
| 2005      | Бели мак           | Омер Асланбаш          |
| 2005      | Пас                | Јилмаз                 |
| 2007      | Тиха олуја         | Јигит Санџактар        |
| 2008-2009 | Пролеће            | Галип Туркер           |
| 2009      | Пролећне гране     | Рибар                  |
| 2009      | Наслеђе једне даме | заменик                |
| 2010      | Ханимели сокаги    | Осман                  |
| 2010-2012 | Како време пролази | Али Акарсу/Али капетан |
| 2012-2014 | Дила               | Риза Селамоглу         |
| 2013      | Још увек имам наду | Еркан                  |
| 2014-2017 | Парампарчад        | Џихан Гурпинар         |
| 2017      | Кајит диши         | Али Кемал Атеш         |
| 2019      | Нови живот         | Кемал Вардар           |
| 2020      | Дођи љубави        | Мурат                  |
| 2021      | Црвена соба        | Младић Сади            |
| 2021      | Судбински дом      | Младић Сади            |
| 2021      | Обећавам ти        | Омер Дуран             |